# Раду Гинсарі
Раду Гинсарі (рум. Radu Gînsari; 10 грудня 1991, Кишинів) — молдовський футболіст, півзахисник клубу «Мілсамі».
Виступав, зокрема, за клуб «Академія УТМ», а також національну збірну Молдови.

## Клубна кар'єра
У дорослому футболі дебютував 2007 року виступами за команду клубу «Академія УТМ», в якій провів шість сезонів, взявши участь у 124 матчах чемпіонату. Більшість часу, проведеного у складі «Академії УТМ», був основним гравцем команди.
Протягом 2013—2014 років захищав кольори команди клубу «Зімбру».
До складу клубу «Шериф» приєднався 2014 року. Відтоді встиг відіграти за тираспольський клуб 32 матчі в національному чемпіонаті.

## Виступи за збірні
У 2009 році дебютував у складі юнацької збірної Молдови, взяв участь у 3 іграх на юнацькому рівні.
У 2011 році залучався до складу молодіжної збірної Молдови. На молодіжному рівні зіграв у 15 офіційних матчах, забив 4 голи.
У 2010 році дебютував в офіційних матчах у складі національної збірної Молдови. Наразі провів у формі головної команди країни 7 матчів.

## Досягнення
- Чемпіон Молдови (3) :

«Шериф»: 2015-16, 2016-17.
«Мілсамі»: 2024-25
- Володар Кубка Молдови (3):

«Зімбру»: 2013-14
«Шериф»: 2014-15, 2016-17.
- Володар Суперкубка Молдови (3):

«Зімбру»: 2014
«Шериф»: 2015, 2016.
- Володар Кубка Співдружності:

«Шериф»: 2009.
- Володар Кубка Ізраїлю (1):

Хапоель (Хайфа): 2017-18